# Biblioteca Hilario Hernández Gurruchaga
La Biblioteca Hilario Hernández Gurruchaga se encuentra emplazada en la Sede Concepción, Chile, de la Universidad del Bío-Bío, la biblioteca fue inaugurada en el mes de abril del año 2011 y lleva como nombre Hilario Hernández Gurruchaga en honor al exrector entre los años 1998 y 2006.
El edificio de 2 pisos y 1.585 metros cuadrados es una estructura de acero, vidrio y madera, diseñado por arquitectos de la misma casa de estudios. Tuvo un costo aproximado de $1.000 millones de pesos.
- Datos: Q20994766